# Odontaspididae
Odontaspididae è una famiglia di squali appartenenti all'ordine dei Lamniformi.

## Descrizione
Gli odontaspididi hanno corpo massiccio, con muso allungato, occhi piuttosto piccoli, 5 fessure branchiali, due pinne dorsali appuntite relativamente corte, così come le altre pinne. La coda è formata da un lobo superiore, allungato e carnoso e da quello inferiore, molto corto e formato da un lembo di pelle. Il colore varia dal bruno al grigio, più chiaro sui fianchi e sul ventre. 
Tutte le specie superano i 3 m di lunghezza.
Il nome scientifico deriva dalle parole greche odous -denti e aspidos - largo schermo ed è ovviamente dovuto alla forma dei loro denti.

## Distribuzione
Questi squali sono diffusi nelle acque costiere tropicali e temperate di tutti gli oceani, incluso il Mar Mediterraneo.

## Biologia
Tutti gli squali della famiglia Odontaspididae sono ovovivipari.

## Tassonomia

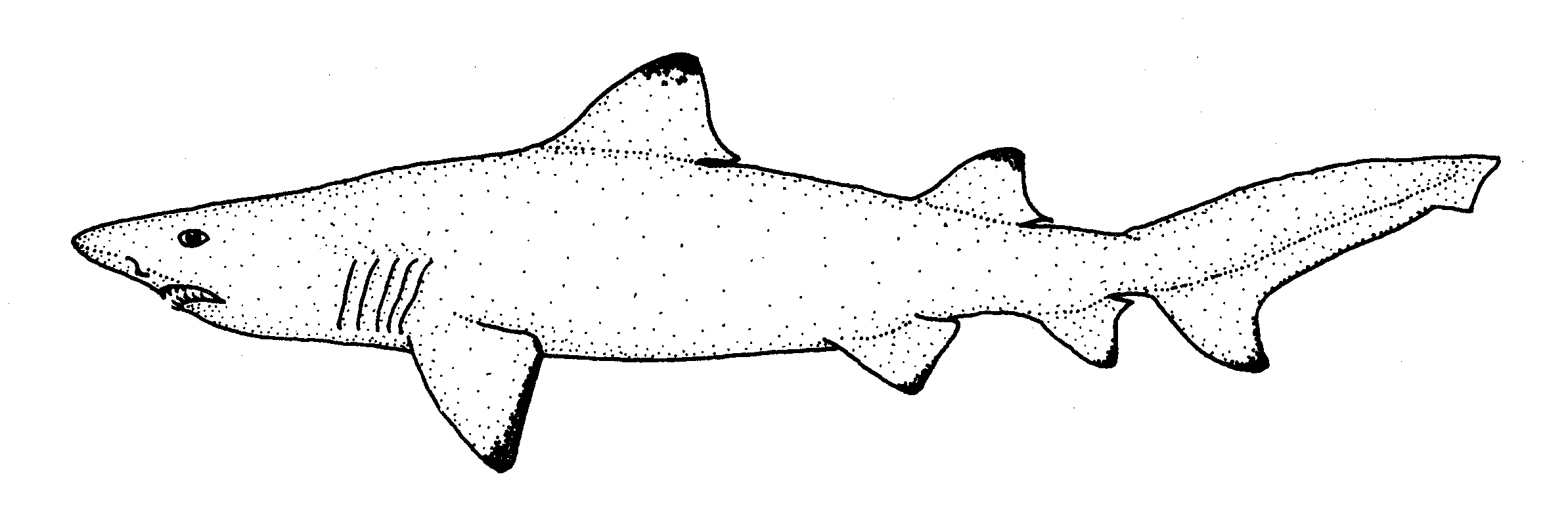
Odontaspis ferox

Il genere comprende 4 specie e 2 generi
- Genere Carcharias
  - Carcharias taurus (Rafinesque, 1810) - squalo toro
  - Carcharias tricuspidatus (Day, 1878) - squalo toro indiano
- Genere Odontaspis
  - Odontaspis ferox (Risso, 1810) - Cagnaccio
  - Odontaspis noronhai (Maul, 1955) - Cagnaccio occhiogrosso